# كراكوفياك

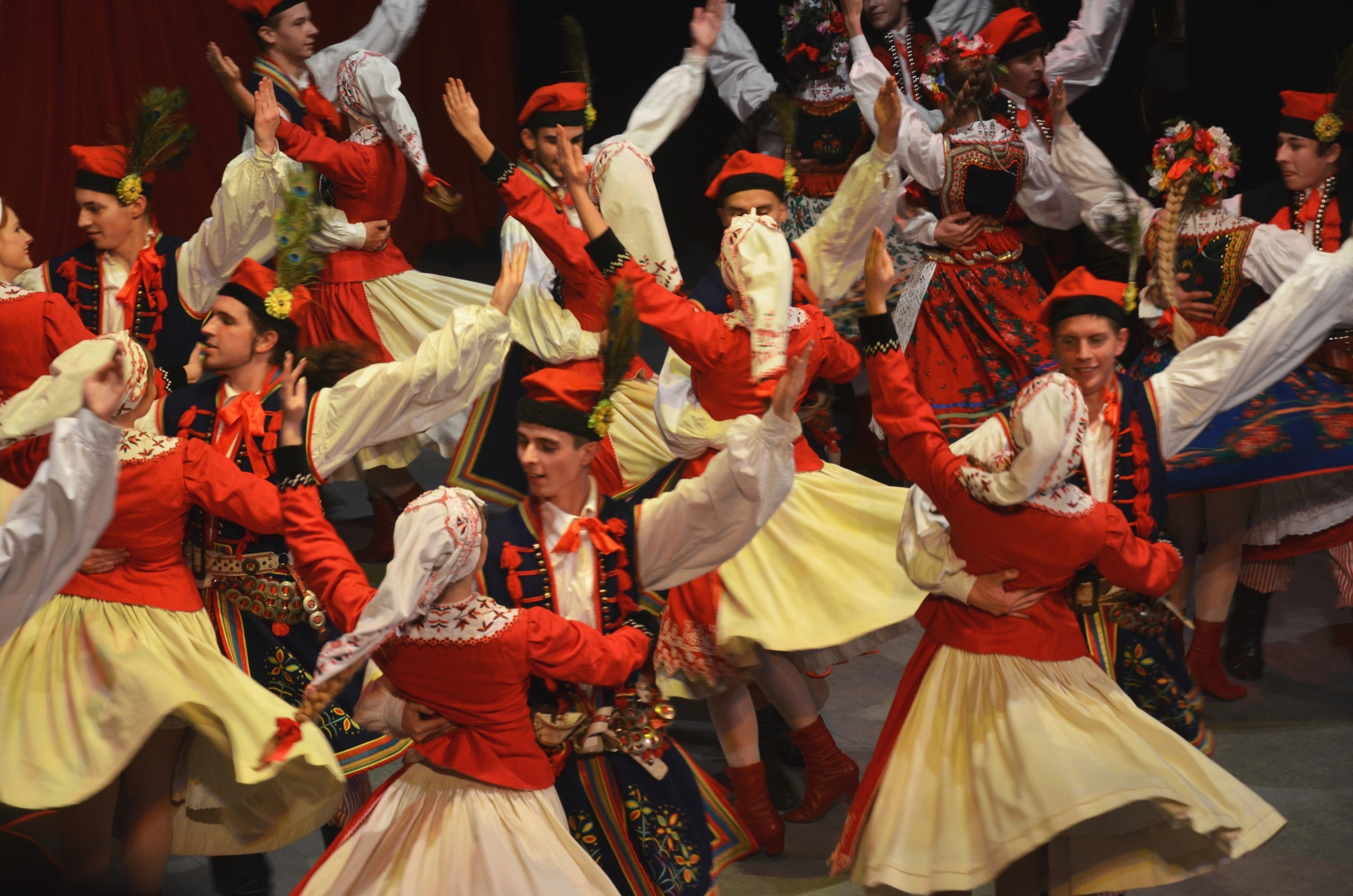
راقصو كراكوفياك من كراكوف في بولندا

كراكوفياك (بالبولندية: Krakowiak) هي رقصة تراثية بولندية تعود أصولها لمدينة كراكوف ويغلب عليها الطابع الرومانسي، وتعتبر من الرقصات الوطنية لبولندا مع رقصة بيلونيس ومازوركا. قام عدة ملحنين مثل فريدريك شوبان وميخائيل غلينكا بتأليف عدة ألحان لهذه الرقصة.